# المحقق كونان: تقاطع طرق في العاصمة القديمة
المحقق كونان: تقاطع طرق في العاصمة القديمة (باليابانية: 名探偵コナン　迷宮の十字路، بالروماجي: Meitantei Konan: Meikyū no Kurosurōdo) (بالإنجليزية: Crossroad in the Ancient Capital)‏ هو الفيلم السابع للمحقق كونان، عرض في سنة 2003.

## القصة
هيجي هاتوري وهو متحري الغرب يبحث عن صديقته التي شاهدها تغني في أحد المعابد في مدينة كيوتو، صديقته هي نفسها ابنة خاله كازوها توياما، عند بحثه عنها يجد كونان ورفاقه في مدينة كيوتو لأنهم جائوا للبحث عن إحدى العصابات التي سرقت تمثال من أحد المعابد. في النهاية يكتشف زعيم تلك العصابة بأن كرة الكريستال المفقودة من التمثال هي بحوزة هيجي فيقوم باختطاف كازوها كرهينة مقابل الكريستالة، يصل سينشي كودو متنكر بشكل هيجي هاتوري ويكشف ملابسات الجريمة ثم يشعر سينشي بالالم ثم يأتي هيجي متنكر بأحد حارسي المعبد ثم ضربه ضربة خفيفة ثم اكتشف انه سينشي وذهب للغابة ولاقى ران ثم خدرها بساعته لانه لا يستطيع التقلص أمامها ثم يأتي موري برفقته ايومي وجينتا وميتسو والمفتش ميگوري والضابط شيراتوري ويوقظونها يحاول هيجي ان ينقذ كازوها ولكن العصابة تهزمه. يلجأ إلى داخل المعبد أين يبحث عن سيف بطل ياباني قديم اسمه «بينكي» ولكن هناك المئات من الرفوف. بمساعدة كازوها يتمكن هيجي من إيجاد السيف في درجه بعد أن قام بحل لغز تقاطع طرق كيوتو. ثم يأتي توغو وأصحابه للمعبد ويقبضون على العصابة.
في نهاية الفلم يكتشف هيجي أن كازوها هي نفسها تلك الفتاة الصغيرة التي شاهدها تغني في المعبد. وقد قام سينشي بالتكر على شكل هيجي لانقاذ كازوها ولكنه كُشف وعندما كان على وشك التقلص ليعود كونان طلب منه هيجي الاختباء في الغابة وهناك التقى بران موري

## وصلات خارجية
- المحقق كونان: تقاطع طرق في العاصمة القديمة على موقع IMDb (الإنجليزية)
- المحقق كونان: تقاطع طرق في العاصمة القديمة على موقع ألو سيني (الفرنسية)
- المحقق كونان: تقاطع طرق في العاصمة القديمة على موقع فيلمافينيتي (الإسبانية)
- المحقق كونان: تقاطع طرق في العاصمة القديمة على موقع قاعدة بيانات الفيلم (الإنجليزية)
- المحقق كونان: تقاطع طرق في العاصمة القديمة على موقع ليتربوكسد (الإنجليزية)
- المحقق كونان: تقاطع طرق في العاصمة القديمة على موقع كينوبويسك (الروسية)
- المحقق كونان: تقاطع طرق في العاصمة القديمة على موقع ANN anime (الإنجليزية)

موقع أفلام المتحري كونان.